# Simon Mignolet
Simon Mignolet (Sint-Truiden, Limburgo, 6 de marzo de 1988) es un futbolista belga que juega en la posición de portero en el Club Brujas de la Primera División de Bélgica.

## Trayectoria
En el año 2010 el jugador fue transferido al Sunderland A. F. C., desde su primer club, Sint-Truidense, en dónde alcanzó el cuarto lugar en su última temporada en dicha institución. En las negociaciones por obtener al jugador también participó el PSV Eindhoven. En junio de 2013 fue traspasado al Liverpool. Tras nueve años en Inglaterra, el 4 de agosto de 2019 se hizo oficial su vuelta a Bélgica tras fichar por el Club Brujas.

## Selección nacional
El 13 de mayo de 2014 el entrenador de la selección belga, Marc Wilmots, lo incluyó a en la lista preliminar de 24 jugadores convocados, cuatro de ellos guardametas, que iniciarán la preparación para la Copa Mundial de Fútbol de 2014. El 25 de mayo le fue asignado el número 12 para el torneo.
El 4 de junio de 2018 el seleccionador Roberto Martínez lo incluyó en la lista de 23 para el Mundial. Fue el arquero suplente, no llegó a jugar ningún partido, y la selección de Bélgica alcanzó un histórico tercer lugar.
El 13 de marzo de 2023 anunció su retirada como internacional después de jugar 35 partidos durante once años y haber acudido a tres fases finales de la Copa Mundial y a dos de la Eurocopa.

### Participaciones en Copas del Mundo
| Mundial           | Sede   | Resultado        |
| ----------------- | ------ | ---------------- |
| Copa Mundial 2014 | Brasil | Cuartos de final |
| Copa Mundial 2018 | Rusia  | Tercer puesto    |
| Copa Mundial 2022 | Catar  | Primera fase     |

### Participaciones en Eurocopas
| Copa          | Sede    | Resultado        |
| ------------- | ------- | ---------------- |
| Eurocopa 2016 | Francia | Cuartos de final |
| Eurocopa 2020 | Europa  | Cuartos de final |

## Clubes
| Club                | País       | Año       |
| ------------------- | ---------- | --------- |
| Sint-Truidense      | Bélgica    | 2005-2010 |
| Sunderland A. F. C. | Inglaterra | 2010-2013 |
| Liverpool F. C.     | Inglaterra | 2013-2019 |
| Club Brujas         | Bélgica    | 2019-act. |

## Palmarés

### Títulos nacionales
| Título                      | Club        | País    | Año  |
| --------------------------- | ----------- | ------- | ---- |
| Primera División de Bélgica | Club Brujas | Bélgica | 2020 |
| Primera División de Bélgica | Club Brujas | Bélgica | 2021 |
| Supercopa de Bélgica        | Club Brujas | Bélgica | 2021 |
| Primera División de Bélgica | Club Brujas | Bélgica | 2022 |
| Supercopa de Bélgica        | Club Brujas | Bélgica | 2022 |
| Primera División de Bélgica | Club Brujas | Bélgica | 2024 |
| Copa de Bélgica             | Club Brujas | Bélgica | 2025 |
| Supercopa de Bélgica        | Club Brujas | Bélgica | 2025 |

### Títulos internacionales
| Título                       | Club            | Sede   | Año  |
| ---------------------------- | --------------- | ------ | ---- |
| Liga de Campeones de la UEFA | Liverpool F. C. | Madrid | 2019 |